# Polycentropus telifer
Polycentropus telifer là một loài Trichoptera trong họ Polycentropodidae. Chúng phân bố ở miền Cổ bắc.